# Čou Liang-kung
Čou Liang-kung (čínsky pchin-jinem Zhōu Liànggōng, znaky 周亮工; 1612–1672) byl čínský konfuciánský učenec a úředník, básník, esejista a historik pozdně mingského a raně čchingského období. Úřednickou kariéru nastoupil roku 1640 v čínské říši Ming, pokračoval v ní i po dobytí Číny mandžuskými Čchingy. Dosáhl dosti významných funkcí, provinčního správce a náměstka ministra financí, dvakrát byl však uvržen do vězení kvůli obvinění z korupce, v obou případech byl amnestován.

## Jména
Čou Liang-kung používal zdvořilostní jméno Jüan-liang (čínsky pchin-jinem Yuánliàng, znaky 元亮) a pseudonym Ťien-čaj (čínsky pchin-jinem Jiǎnzhāi, znaky zjednodušené 减斋, tradiční 減齋).

## Život a dílo
Čou Liang-kung pocházel z Nankingu, kde žil jeho otec s rodinou, jejich rod však pocházel z Kchaj-fengu. Studoval konfuciánskou filozofii, účastnil se úřednických zkoušek a roku 1640 úspěšně složil jejich nejvyšší stupeň, palácové zkoušky, a získal titul ťin-š’. Poté nastoupil úřední kariéru ve státní správě čínské říše Ming na jednom z okresních úřadů v provincii Šan-tung. V letech 1642–1643 bránil okres před útoky armád říše Čching. Začátkem roku 1644 ho císař povolal do Pekingu a jmenoval cenzorem, vzápětí však Peking dobyli povstalci a Čou Liang-kung uprchl do Nankingu.
Po dobytí mingské Číny Čchingy přešel na jejich stranu a od roku 1645 sloužil na různých místech, v letech 1647–1654 ve Fu-ťienu jako provinční soudce a provinční správce. Ze sedmiletého pobytu v provincii vytěžil materiál pro knihu o fuťienských zvycích a výrobcích Min siao-ťi (閩小記). Roku 1654 byl povýšen a přeložen do Pekingu, roku 1655 se stal náměstkem ministra daní, vzápětí ho generální guvernér Fu-ťienu a Če-ťiangu obvinil z korupce, byl zatčen a poslán do fuťienského hlavního města Fu-čou; když bylo roku 1656 město napadeno mingskými loajalisty vedenými Čeng Čcheng-kungem, místní úředníci ho osvobodili, aby pomohl s obranou. Generální guvernér byl mezitím odvolán, vyšetřování případu se poté táhlo, od roku 1658 ho řešily pekingské úřady. Ve vazbě Čou Liang-kung sestavil antologii své poezie Laj-ku-tchang ťi (賴古堂集). Nakonec byl, v rámci všeobecné amnestie při nástupu nového císaře roku 1661, osvobozen. Poté sloužil v regionální administrativě, než byl roku 1669 opět s obviněním z korupce zatčen, odsouzen k trestu smrti, ale následujícího roku amnestován.
Ke konci života zničil mnohé ze svých prací, mezi zachované patří sbírka zápisků Jin-šu-wu šu-jing (因树屋书影), sestavená ve vězení, a sbírka dopisů jeho vlastních i přátel Čch’-tu sin-čchao (尺牍新抄). Napsal i řadu dalších esejů, básní, knihu životopisů slavných malířů a jinou o řezbářích pečetí; editoval a vydal sbírky prózy i poezie svých současníků.
Celé století byl vysoce ceněným spisovatelem. Roku 1776 ho však učenci císařské knihovny zařadili mezi úředníky sloužící dvěma dynastiím a proto hůře hodnocené, roku 1787 byla dokonce, na základě jedné fráze, jeho díla z císařské knihovny vyřazena jako protičchingská.